# Championnat NCAA masculin de volley-ball 2022
Navigation
2021 2023
Le tournoi national de volley-ball masculin de la NCAA 2022 est la 51e édition du Championnat NCAA masculin de volley-ball, un tournoi annuel visant à sacrer le champion national de volley- ball en salle masculin de la division I et de la division II de la NCAA. Le tournoi est à élimination directe et commence par des matchs de qualification. L'intégralité du tournoi sera organisée par l'Université de Californie à Los Angeles du 1er au 7 mai 2022 au Pauley Pavilion à Los Angeles, en Californie .
Tous les matchs du premier tour seront diffusés sur PAC-12.com. Les demi-finales seront diffusées en direct sur NCAA.com. ESPN2 diffusera la finale le 7 mai.

## Participants
Les participants du tournoi a été annoncé sur NCAA.com le dimanche 24 avril 2022.
| École                 | Conférence                | Historique | Attribution          | Source |
| --------------------- | ------------------------- | ---------- | -------------------- | ------ |
| Hawaii                | Big West                  | 24-5       | Champions du tournoi | [ 2 ]  |
| North Greenville (en) | Conference Carolinas (en) | 20–5       | Champions du tournoi | [ 2 ]  |
| Princeton             | EIVA (en)                 | 16–12      | Champions du tournoi | [ 2 ]  |
| Ball State            | MIVA (en)                 | 23–3       | Champions du tournoi | [ 2 ]  |
| Pepperdine            | MPSF (en)                 | 19–9       | Champions du tournoi | [ 2 ]  |
| Long Beach State      | Big West                  | 20–5       | At-Large             | [ 3 ]  |
| UCLA                  | MPSF (en)                 | 21–4       | At-Large             | [ 3 ]  |

## Programme et résultats
Toutes les heures sont données pour l'heure du Pacifique . 
| Match                               | Horaire                             | Équipes                             | Score                                   | Arbitres                                                |
| Tour d'ouverture - dimanche 1er mai | Tour d'ouverture - dimanche 1er mai | Tour d'ouverture - dimanche 1er mai | Tour d'ouverture - dimanche 1er mai     | Tour d'ouverture - dimanche 1er mai                     |
| ----------------------------------- | ----------------------------------- | ----------------------------------- | --------------------------------------- | ------------------------------------------------------- |
| 1                                   | 17h00                               | Princeton vs. Nord de Greenville    | 0–3 (21–25, 18–25, 38–40)               | Keith Murlless, Dean Hoskin, Jim Findura, Phil Coughlin |
| Tour d'ouverture - mardi 3 mai      |                                     |                                     |                                         |                                                         |
| 2                                   | 17h00                               | UCLA vs. Pepperdine                 | 3–1 (25–23, 22–25, 26–24, 25–19)        | Ray Mink, Keith Murlless, Jim Findura, Phil Coughlin    |
| 3                                   | 19h30                               | Hawaii vs. Nord de Greenville       | 3–0 (25–15, 25–17, 25–16)               | Dean Hoskin, Ray Mink, Jim Findura, Phil Coughlin       |
| Demi-finales – jeudi 5 mai          |                                     |                                     |                                         |                                                         |
| 4                                   | 17h00                               | Long Beach State vs. UCLA           | 3–2 (18–25, 18–25, 25–15, 25–10, 16–14) | Ray Mink, Dean Hoskin, Jim Findura, Phil Coughlin       |
| 5                                   | 19h30                               | Ball State vs. Hawai'i              | 2–3 (26–28, 25–19, 25–20, 20–25, 11–15) | Keith Murlless, Ray Mink, Jim Findura, Phil Coughlin    |
| Championnat – samedi 7 mai          |                                     |                                     |                                         |                                                         |
| 6                                   | 17h00                               | Long Beach State vs. Hawai'i        | 0–3 (22–25, 21–25, 20–25)               | Dean Hoskin, Keith Murlless, Jim Findura, Phil Coughlin |

## Tableau
|  | Premier Tour Dimanche 1 mai P12+ UCLA | Premier Tour Dimanche 1 mai P12+ UCLA | Premier Tour Dimanche 1 mai P12+ UCLA |  |  | Deuxième Tour Mardi 3 mai P12+ UCLA | Deuxième Tour Mardi 3 mai P12+ UCLA | Deuxième Tour Mardi 3 mai P12+ UCLA |   |   | Demi-finales Jeudi 5 mai NCAA.com | Demi-finales Jeudi 5 mai NCAA.com | Demi-finales Jeudi 5 mai NCAA.com |  |  | Finale Samedi 7 mai ESPN2 | Finale Samedi 7 mai ESPN2 | Finale Samedi 7 mai ESPN2 |
|  |                                       |                                       |                                       |  |  |                                     |                                     |                                     |   |   |                                   |                                   |                                   |  |  |                           |                           |                           |
|  |                                       |                                       |                                       |  |  |                                     |                                     |                                     |   |   |                                   |                                   |                                   |  |  |                           |                           |                           |
|  |                                       |                                       |                                       |  |  |                                     |                                     |                                     |   |   |                                   |                                   |                                   |  |  |                           |                           |                           |
|  |                                       |                                       |                                       |  |  |                                     |                                     |                                     |   |   |                                   |                                   |                                   |  |  |                           |                           |                           |
|  |                                       |                                       |                                       |  |  |                                     |                                     |                                     |   | 1 | Long Beach State                  | 3                                 |                                   |  |  |                           |                           |                           |
|  |                                       |                                       |                                       |  |  |                                     | UCLA                                | UCLA                                | 2 |   |                                   |                                   |                                   |  |  |                           |                           |                           |
|  |                                       |                                       |                                       |  |  | UCLA                                | UCLA                                | 3                                   |   |   |                                   |                                   |                                   |  |  |                           |                           |                           |
|  |                                       |                                       |                                       |  |  | Pepperdine                          | Pepperdine                          | 1                                   |   |   |                                   |                                   |                                   |  |  |                           |                           |                           |
|  |                                       |                                       |                                       |  |  |                                     |                                     |                                     |   |   | 1                                 | Long Beach State                  | 0                                 |  |  |                           |                           |                           |
|  |                                       |                                       |                                       |  |  |                                     | Hawai'i                             | Hawai'i                             | 3 |   |                                   |                                   |                                   |  |  |                           |                           |                           |
|  |                                       |                                       |                                       |  |  |                                     |                                     |                                     |   |   |                                   |                                   |                                   |  |  |                           |                           |                           |
|  |                                       |                                       |                                       |  |  |                                     |                                     |                                     |   |   |                                   |                                   |                                   |  |  |                           |                           |                           |
|  |                                       |                                       |                                       |  |  |                                     |                                     |                                     |   | 2 | Ball State                        | 2                                 |                                   |  |  |                           |                           |                           |
|  |                                       |                                       |                                       |  |  |                                     | Hawai'i                             | Hawai'i                             | 3 |   |                                   |                                   |                                   |  |  |                           |                           |                           |
|  |                                       |                                       |                                       |  |  | Hawai'i                             | Hawai'i                             | 3                                   |   |   |                                   |                                   |                                   |  |  |                           |                           |                           |
|  | Princeton                             | Princeton                             | 0                                     |  |  | North Greenville                    | North Greenville                    | 0                                   |   |   |                                   |                                   |                                   |  |  |                           |                           |                           |
|  | North Greenville                      | North Greenville                      | 3                                     |  |  |                                     |                                     |                                     |   |   |                                   |                                   |                                   |  |  |                           |                           |                           |

## All Tournament Team
- Spyros Chakas, Hawai'i (Meilleur joueur)
- Dimitrius Mouchlias, Hawai'i
- Alex Nikolov, Long Beach State
- Spencer Olivier, Long Beach State
- Jakob Thelle, Hawai'i